# Färgelanda
Färgelanda är en tätort och centralort i Färgelanda kommun, belägen i sydvästra Dalsland och i Västra Götalands län. 

## Historia
Denna dalsländska ort har spår från fornhistoria med bl.a. Håvesten vid Ättehögskullen söder om samhället. 
Någon by har ursprungligen inte funnits vid Färgelanda, som bestod av prästgården. Ett gästgiveri fanns i byn Dyrtorp, och där anlades 1895 en järnvägsstation vid Uddevalla–Lelångens Järnväg som fick namnet Färgelanda station. 1906 startades AB Färgelanda Sågverk av handlaren A. Tenggren, bankdirektör B. Andersson och godsägare H. Hermansson, vilket bidrog till att ett samhälle började växa fram på platsen. Redan 1911 härjades Färgelanda sågverk av en brand som förstörde både lagret och sågverksbyggnaden. En ny fabrik uppfördes dock snart. Sågverket lades ned 1990.
Färgelanda började tidigt sälja monteringsfärdiga trähus och blev en av föregångarna på denna marknad. Trähustillverkningen upphörde dock redan 1920. 1942 köptes Färgelanda upp av Munkedals bruk.
Färgelanda var och är kyrkby i Färgelanda socken och ingick efter kommunreformen 1863 i Färgelanda landskommun, som 1971 ombildades till Färgelanda kommun. 

### Befolkningsutveckling
| Befolkningsutvecklingen i Färgelanda 1930–2020                                                                    | Befolkningsutvecklingen i Färgelanda 1930–2020 | Befolkningsutvecklingen i Färgelanda 1930–2020 | Befolkningsutvecklingen i Färgelanda 1930–2020 | Befolkningsutvecklingen i Färgelanda 1930–2020 |
| --- | ---------------------------------------------- | ---------------------------------------------- | ---------------------------------------------- | ---------------------------------------------- |
| |                                                |                                                |                                                |                                                |
| År |                                                |                                                | Folkmängd                                      | Areal (ha)                                     |
| 1930 | 1930                                           |                                                | 479                                            | ##                                             |
| 1935 | 1935                                           |                                                | 491                                            | ##                                             |
| 1940 | 1940                                           |                                                | 512                                            | ##                                             |
| 1945 | 1945                                           |                                                | 642                                            | ##                                             |
| 1950 | 1950                                           |                                                | 714                                            | ##                                             |
| 1960 | 1960                                           |                                                | 762                                            | 87                                             |
| 1965 | 1965                                           |                                                | 814                                            | 87                                             |
| 1970 | 1970                                           |                                                | 955                                            | 130                                            |
| 1975 | 1975                                           |                                                | 1 640                                          | 160                                            |
| 1980 | 1980                                           |                                                | 2 018                                          | 200                                            |
| 1990 | 1990                                           |                                                | 2 158                                          | 205                                            |
| 1995 | 1995                                           |                                                | 2 046                                          | 211                                            |
| 2000 | 2000                                           |                                                | 1 890                                          | 211                                            |
| 2005 | 2005                                           |                                                | 1 898                                          | 211                                            |
| 2010 | 2010                                           |                                                | 1 894                                          | 210                                            |
| 2015 | 2015                                           |                                                | 1 986                                          | 263                                            |
| 2020 | 2020                                           |                                                | 1 930                                          | 264                                            |
| Anm.: Sammanvuxen 2015 med Håvesten som dock åter bröts ut 2018 ## Som tätort/befolkningsagglomeration 1920–1950. |                                                |                                                |                                                |                                                |

## Samhället
Tidigare dominerades samhället av ett stort sågverk. Detta lades ner runt 1990 och har idag ersatts av en ny centrumbebyggelse. Centrumhuset, som invigdes 2003, har ritats av arkitekt Katalin Fredriksson. Det ligger mitt i samhället och inrymmer bibliotek, konsthall, medborgarkontor, kafé, frisör och resecentrum. Ortens skola, Valboskolan, ligger i den västra delen av samhället alldeles invid Vålboån. Dessutom ligger Dalslands folkhögskola i Färgelanda. Det dominerande landmärket i Färgelanda är Färgelanda kyrka.

## Kommunikationer
Färgelanda ligger längs länsväg 172 och vid nordvästra änden av länsväg 173. Färgelanda var tidigare station vid den år 1964 nedlagda Uddevalla-Lelångens Järnväg. Det går numera Västtrafik-bussar bland annat till Uddevalla, Bäckefors och Frändefors. Närmaste flygplats är Trollhättans flygplats. 

## Näringsliv
Näringslivet består till största delen av bilindustriföretaget IAC. En gammal industrilokal, Björnhuset, har byggts om för livsmedelsproduktion och hyser idag tre företag inom livsmedel, DalsSpira Mejeri, Måltidslösningar och Torggummans ägg.

### Bankväsende
Valbo härads folkbank grundades i Färgelanda år 1873. Folkbanken bytte namn till Valbo härads kreditbolag runt år 1904. Denna inrättning övertogs av Enskilda banken i Vänersborg 1918 som därmed fick ett kontor på orten. Samma år bildades Dalslands bank som tidigt hade ett kontor i Färgelanda. Under tidigt 1940-tal uppgick de båda bankerna i Svenska Handelsbanken respektive Skandinaviska banken. Skandinaviska banken överlät den 1 april 1947 kontoret i Färgelanda till Handelsbanken.
Färgelanda hade också en jordbrukskassa, Valbo jordbrukskassa, och ett sparbankskontor tillhörande Uddevalla sparbank. Dessa två blev senare en del av Swedbank. År 2009 köpte Dalslands sparbank Swedbanks kontor i Färgelanda.
Handelsbanken lade ner kontoret i Färgelanda den 3 oktober 2016. Efter detta fanns Dalslands sparbank kvar på orten.

## Sport
I Färgelanda finns flera olika anläggningar för sport. Färgelanda sporthall, Valboskolans idrottshall, Assarebyhallen, Högalids Ip och Fotbollsplanerna på Höjden är några. Det största årliga evenemanget är Färgelanda Cup som arrangeras av Färgelanda IF och spelas på flera olika håll i kommunen, lockar hundratals fotbollsspelare.